# Pierre Simon (médecin)
Pour les articles homonymes, voir Simon et Pierre Simon.
Pierre Simon, né le 3 janvier 1925 à Metz et mort le 11 mai 2008 à Paris 6e, est un médecin et homme politique français. Il est grand maître de la Grande Loge de France de 1969 à 1971 et de 1973 à 1975.

## Biographie
Pierre Félix Simon naît à Metz en 1925. Du fait du plan d'évacuation des populations civiles de la « zone rouge » de la ligne Maginot, il rejoint en 1939, avec sa famille, la Dordogne. En 1942, il fait partie des éclaireurs israélites et protestants, groupe permettant le transport, vers la Suisse, de jeunes juifs d'origines étrangères. Puis il trouve refuge à Lyon, dans un foyer catholique de jeunes ouvriers où il donne des cours de musique. Il obtient en 1944 son certificat d'études physiques, chimiques et biologiques (PCB).
À la Libération il s'intéresse au théâtre, ce qui le décide à s'installer à Paris pour poursuivre ses études de médecine et il réalise son internat, de 1948 à 1952, à l'hôpital Bretonneau, dans le service du professeur Robey. Il choisit l’exercice de la gynécologie et de l’endocrinologie, « domaines qui touchent à la condition de la femme et à la représentation que se font les sociétés du concept de vie », devenant notamment assistant au laboratoire d'endocrinologie sexuelle de 1951 à 1955, dirigé par le professeur Simonnet.
Pierre Simon meurt le 11 mai 2008,. Ses archives sont déposées à l'université d'Angers, au Centre des archives du féminisme (BU Angers).

## Engagements emblématiques

### Accouchement sans douleur
Pierre Simon s'investit dans les pratiques liées à l'accouchement : il importe en France les techniques de l'accouchement sans douleur qu'il a découverte lors de son séjour en URSS, en 1953, et contribue activement à leur diffusion, se confrontant pour cela au scepticisme d'une grande partie corps médical français. Par la suite, il se joint à des réunions organisées en Suisse par le groupe Littré, constitué vers 1954 par des gynécologues francophones, français, suisses et belges, qui réfléchissent aux moyens de promouvoir les méthodes contraceptives, en joignant leurs efforts aux mouvements qui s'activent pour le contrôle des naissances.
Le 8 mars 1956, le Docteur Pierre Simon et Évelyne Sullerot créent le mouvement « La maternité heureuse » avec le Dr Marie Andrée Lagroua Weill Hallé, pour « permettre aux couples, grâce à la contraception, de n’avoir des enfants que lorsqu’ils le désirent ».
Il devient directeur du centre d'orthogénie de l’hôpital Boucicaut (1961-1986). Cet engagement l'incite à rejoindre la sociologue Évelyne Sullerot et la médecin Marie-Andrée Lagroua Weill-Hallé, qui ont fondé l'association La Maternité heureuse. Les premières initiatives de cette association visent à dissocier les questions liées à la contraception de celles liées à l'avortement, pour obtenir la dépénalisation des méthodes contraceptives et leur diffusion. Dans cette perspective, l'association se donne comme objectifs de favoriser l'information et la formation des médecins. La formation et la théorie se déroulent à Paris et la pratique et la participation à des conférences se déroule à Londres. Il s’agit de former le corps médical en même temps aux progrès de la science, et aux idées nouvelles. Pierre Simon, pour sa part, participe à la diffusion en France des méthodes contraceptives et notamment à celle du stérilet, contraceptif intra-utérin d'origine américaine, dont il a inventé le nom français.
Puis il présente à la presse, en juillet 1964, le stérilet, qu’il décrit comme : « une sorte de crosse d’évêque finissant en grains de chapelet ». Dans les facultés de médecine de Tours et de Lyon est inscrit pour la première fois, fin 1964, un cours sur la contraception.

### Planning familial
L'évolution se poursuit et en 1960, La Maternité heureuse prend le nom de Mouvement français pour le planning familial (MFPF), et s'affile à la fédération internationale créée en 1952, l'International Planned Parenthood Federation (IPPF).
Le mouvement reçoit au départ des appuis d'un certain nombre de protestants, tandis que son action suscite une forte opposition, pour des raisons distinctes, du Parti communiste français, ou de représentants de l’Église catholique. Cette action en faveur de la dépénalisation de la contraception est toutefois largement soutenue par l'opinion publique, en faveur d'un accès libre à la contraception et à une évolution législative. La bataille en faveur de la contraception passe alors par un engagement politique et législatif, dans la mesure où la loi du 31 juillet 1920, « réprimant la provocation à l'avortement et à la propagande anticonceptionnelle » confondait dans une même condamnation avortement et propagande en faveur de la contraception. L'action de Pierre Simon trouve des appuis politiques : ainsi, il a fondé avec Charles Hernu le Club des Jacobins, s’est engagé au Parti radical et participe à plusieurs cabinets au ministère de la Santé, auprès de Robert Boulin, de Michel Poniatowski et enfin de Simone Veil. Il mène également la réflexion au sein du Commissariat général du Plan. La parution de son ouvrage Contrôle des Naissances, Histoire, philosophie, morale en 1966, puis le vote de la loi Neuwirth le 28 décembre 1967, légalisant l’usage des méthodes contraceptives en France, représentent une avancée, bien que les questions liées à la dépénalisation de l'avortement ne soient pas envisagées par cette loi.
Dès 1968, le Pierre Simon publie un très attendu Précis de contraception, destiné aux médecins, salué par le Dr Jean Dalsace en juin 1968: n'oublions pas que les Facultés étaient jusqu’ici muettes sur tous les sujets touchant à la sexualité et que les médecins, pour la plupart, étaient ignorants de tout ce qui traite de la contraception et de ses motivations"[pas clair]. En préface, Alan Guttmacher rappelle que des médecins « sont allés en prison pour avoir écrit des livres sur la contraception ».

### Légalisation de l'avortement
En 1969, il oriente alors son action vers les questions liées à l'avortement, qui reste illégal en France, et dans cette perspective, participe à la fondation de l'Association nationale pour l'étude de l'avortement (ANEA) avec le Dr Jean Dalsace et Anne-Marie Dourlen-Rollier. Cette association prend sa place dans les débats concernant cette revendication de dépénalisation, dans lesquels s'engagent également le planning familial, présidé par Simone Iff, mais aussi des mouvements militants féministes, tels le MLF français, le mouvement féministe Choisir ou encore le mouvement protestant Jeunes Femmes, ainsi que des personnalités emblématiques de la société civile, telles Simone de Beauvoir qui rédige le texte du Manifeste des 343 en 1971, ou Gisèle Halimi qui obtient l'acquittement d'une jeune fille mineure au procès de Bobigny en 1972.

### Le rapport Simon de 1972
L'initiative de réaliser une enquête sur le comportement sexuel des Français naît en mars 1969 lors d'un congrès sur l'éducation sexuelle organisé à Paris par le Mouvement pour le planning familial (MFPF). S'inscrivant dans la période de libération sexuelle qui suit les événements de Mai 68 et qui marque le passage de la société traditionnelle à la société moderne, cette étude commandée à l'IFOP par le MFPF, est menée par le docteur Simon (surnommé à cette occasion le « Kinsey français ») et une équipe formée du sociologue Jean Gondonneau, de la juriste Anne-Marie Dourlen-Rollier et de Lucien Mironer, chef d'enquête à l'Ifop. Le sondage d'opinion est réalisé du 20 juin au 25 septembre 1970 par 173 enquêteurs (65 hommes et 108 femmes) formés par l'IFOP qui interrogent 2 625 personnes âgées de 20 ans et plus, d'après un questionnaire standardisé soumis à un échantillon représentatif de la population française. « Comme les rapports Kinsey, le rapport Simon a constitué un événement médiatique, culturel et politique, autant ou sinon plus qu'un événement scientifique ».
Dans le rapport qu'il écrit en 1970 et 1971, publié en 1972 sous le nom de Rapport Simon et consacré à l'étude du « comportement sexuel des Français », Pierre Simon place, pour la première fois en France, la sexualité au cœur des enquêtes sociologiques et de la réflexion politique. L’enquête française, qui dit s’inspirer de l’enquête suédoise de 1969 (rapport Zetterberg (en)), se différencie des enquêtes américaines (notamment les rapports Kinsey) car elle « s'inscrit au contraire dans un mouvement de libération des mœurs. Elle souhaite porter un regard sur la « sexualité contraceptée » mais se limite au cadre conjugal et exclut ainsi les mineurs ». Le comportement sexuel étudié ne se limite pas aux aspects physiologiques mais prend en compte les dimensions relationnelles, affectives et culturelles.
Le vote, en 1975, de la loi Veil, à l'écriture de laquelle il a contribué, légalise, d'une façon d'abord transitoire, l’avortement. La loi devient définitive en 1979.
Deux autres enquêtes sur les comportements sexuels ont depuis été réalisées en France sous l'initiative de l'ANRS qui souhaite une mise à jour des connaissances sur ce domaine dans le cadre des stratégies de prévention de maladies infectieuses émergentes (SIDA, hépatites virales B et C), en incluant notamment les comportements « à risque » (relations homosexuelles, multipartenariat sexuel, recours à la prostitution, usage de drogues par voie intraveineuse) : le rapport d'Alfred Spira et de Nathalie Bajos (INSERM) publié en 1992 et celui de Nathalie Bajo et de Michel Bozon (INED) publié en 2008. De ces trois « photographies », nous pouvons essentiellement retenir selon le médecin psychiatre Philippe Brenot, « l’augmentation progressive du nombre de partenaires au cours de la vie passant de 11,8 pour les hommes et 1,8 pour les femmes, en 1970, à 11,6 pour les hommes et 4,4 pour les femmes en 2008. Dans le même temps l’évolution de l’âge au premier rapport est très net, il était de 19,2 ans pour les hommes et 21,5 ans pour les femmes en 1970 ; aujourd’hui quasi identique pour les garçons (17,2) et les filles (17,6). Par ailleurs, le développement des pratiques érotiques (préliminaires, fellation, cunnilungus…) est tout à fait marquant, passant de 60 % des hommes et 55 % des femmes en 1972 à 83,3 % des hommes et 80,4 % des femmes en 2008, signant l’importance de la libération des comportements et la nécessité des stimulations sensorielles pour la réalisation de la sexualité ».

### Procréation médicale assistée et fin de vie
Il poursuit son action dans les années 1980 en militant en faveur des techniques de procréation médicalement assistée et en soutenant l'euthanasie (qu'il appelle : « droit à mourir dans la dignité »).

### Franc-maçonnerie
Franc-maçon, il est à deux reprises grand maître de la Grande Loge de France, l'une des deux plus importantes obédiences française, de 1969 à 1972, puis de 1973 à 1975. Il inaugure dans ces fonctions un dialogue de son obédience avec l’Église catholique.

## Distinctions et hommages

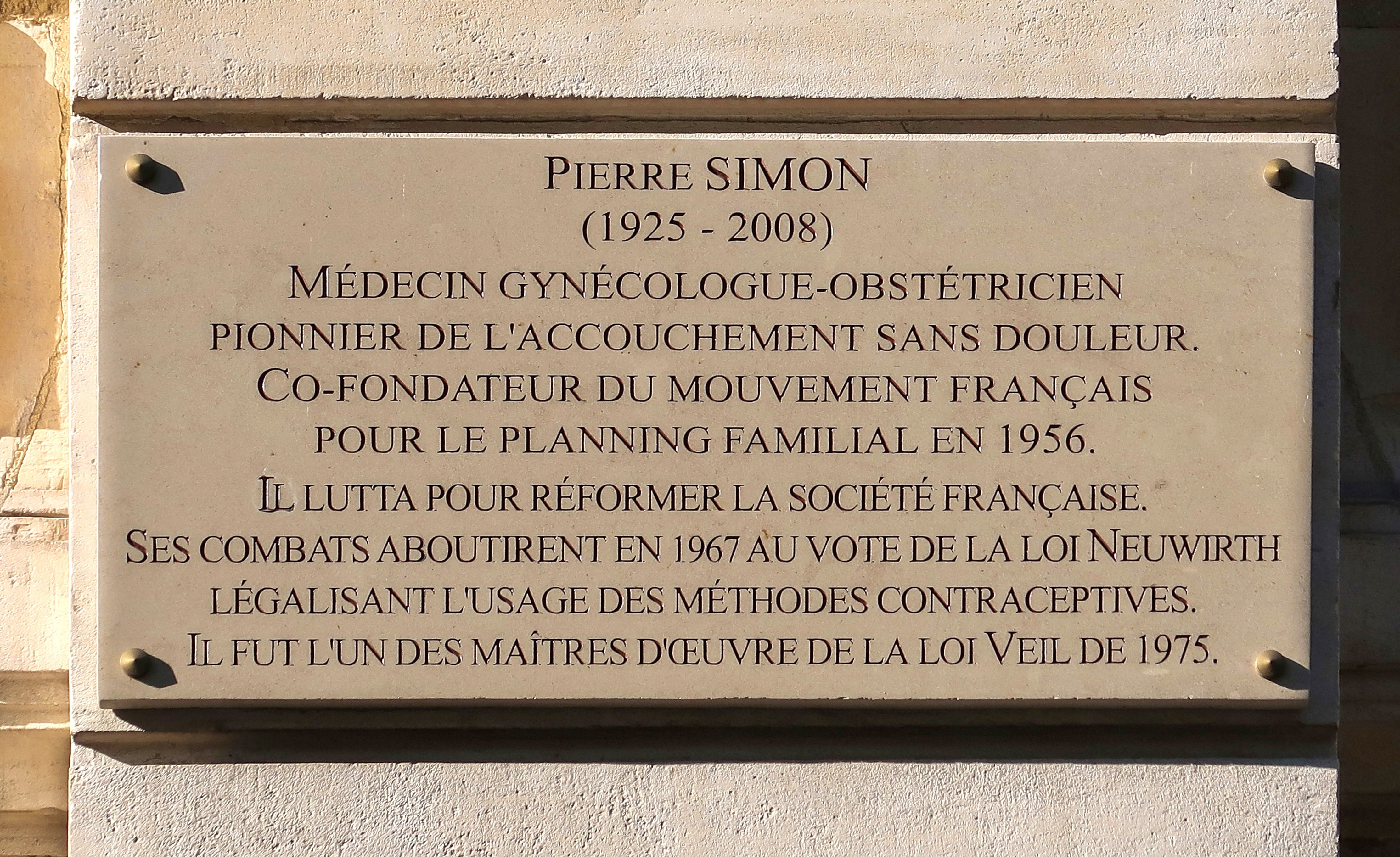
Plaque 120 boulevard Saint-Germain (Paris).

- Chevalier de la Légion d'honneur
- Chevalier de l'ordre national du Mérite

Un prix « Éthique et société » est créé en 2007, en son honneur et porte son nom. Sous le patronage du ministère de la Santé, celui-ci récompense chaque année des personnalités et des œuvres qui s'inscrivent dans le cadre de l'action et de la réflexion sur l'éthique.
Une plaque commémorative lui rend hommage 120 boulevard Saint-Germain (6e arrondissement de Paris).

## Publications
- Contrôle des Naissances, Histoire, philosophie, morale, Paris, Payot, 1966, p. 303.
- Précis de contraception, Paris, Masson et Cie, 1968.
- Rapport Simon sur le comportement sexuel des Français, 1972
- De la vie avant toute chose (autobiographie), Paris, Mazarine, 1979.
- La femme de quarante ans ou le sacre de l'été, Paris, Hachette, 1982.
- La franc-maçonnerie, Paris, Flammarion, coll. « Dominos », 1997, p. 126.